# كارلوس برافو (لاعب كرة قدم)
كارلوس برافو (بالإسبانية: Carlos Bravo Expósito) هو لاعب كرة قدم إسباني في مركز نصف الجناح، ولد في 14 يناير 1993 في مدريد في إسبانيا. لعب مع نادي كونكينسي.

## وصلات خارجية
- كارلوس برافو على موقع قاعدة بيانات كرة القدم.إي يو (الإنجليزية)
- كارلوس برافو على موقع Soccerway.com (الإنجليزية)